# ラホナヴィス
ラホナヴィス（学名：Rahonavis）またはラホナビス は原鳥類に分類される絶滅した恐竜の属。白亜紀後期のマダガスカルに生息していた。

## 発見と命名

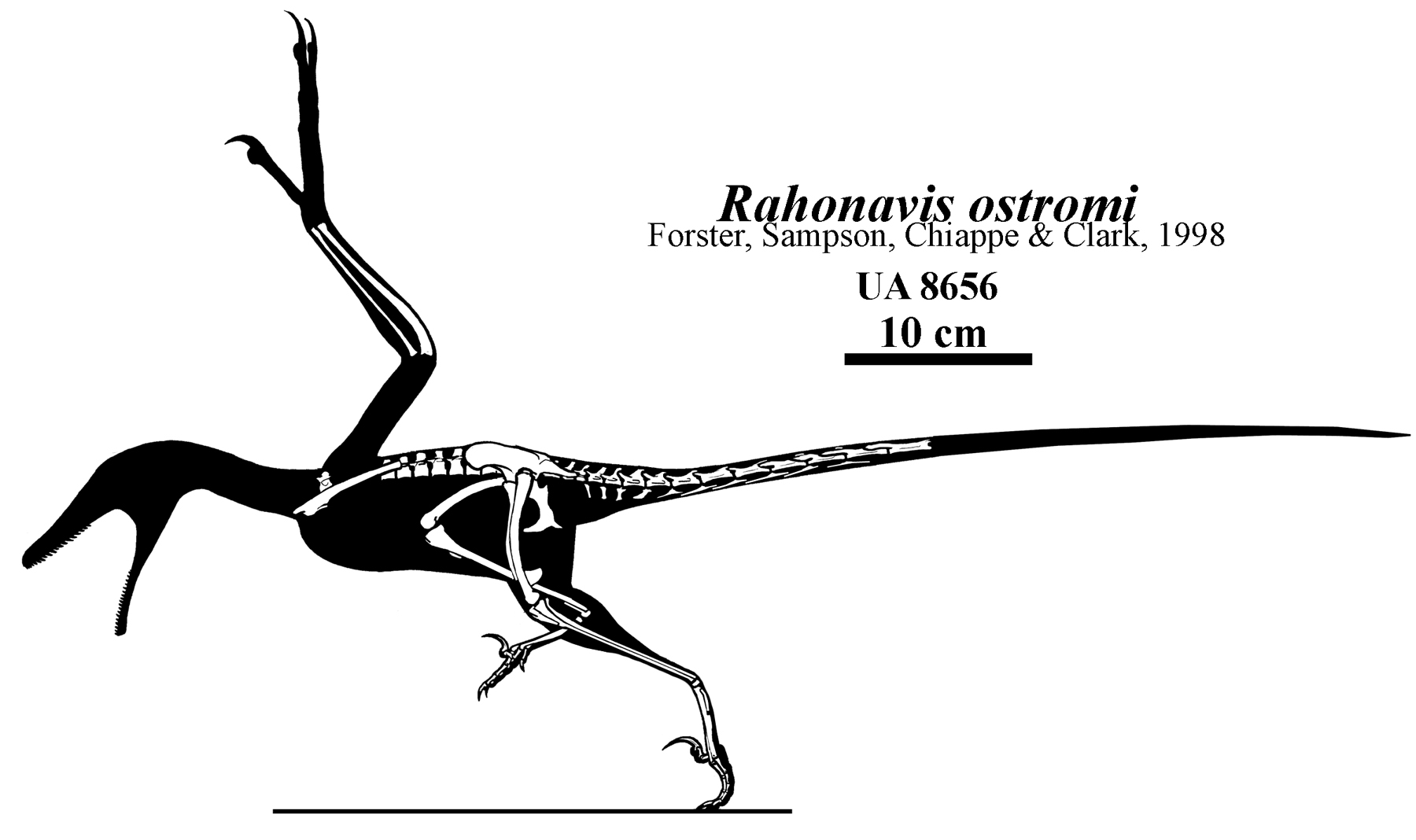
既知の部位

標本はマダガスカルのマエヴァラノ層で発見された。
Rahona ostromiとして記載されたが、鱗翅目の属名として使用されていたためRahonavis ostromiに改名された。
属名は「雲の鳥」あるいは「上から威嚇する鳥」の意で、種小名は古生物学者ジョン・オストロムへの献名。

### 関連する標本

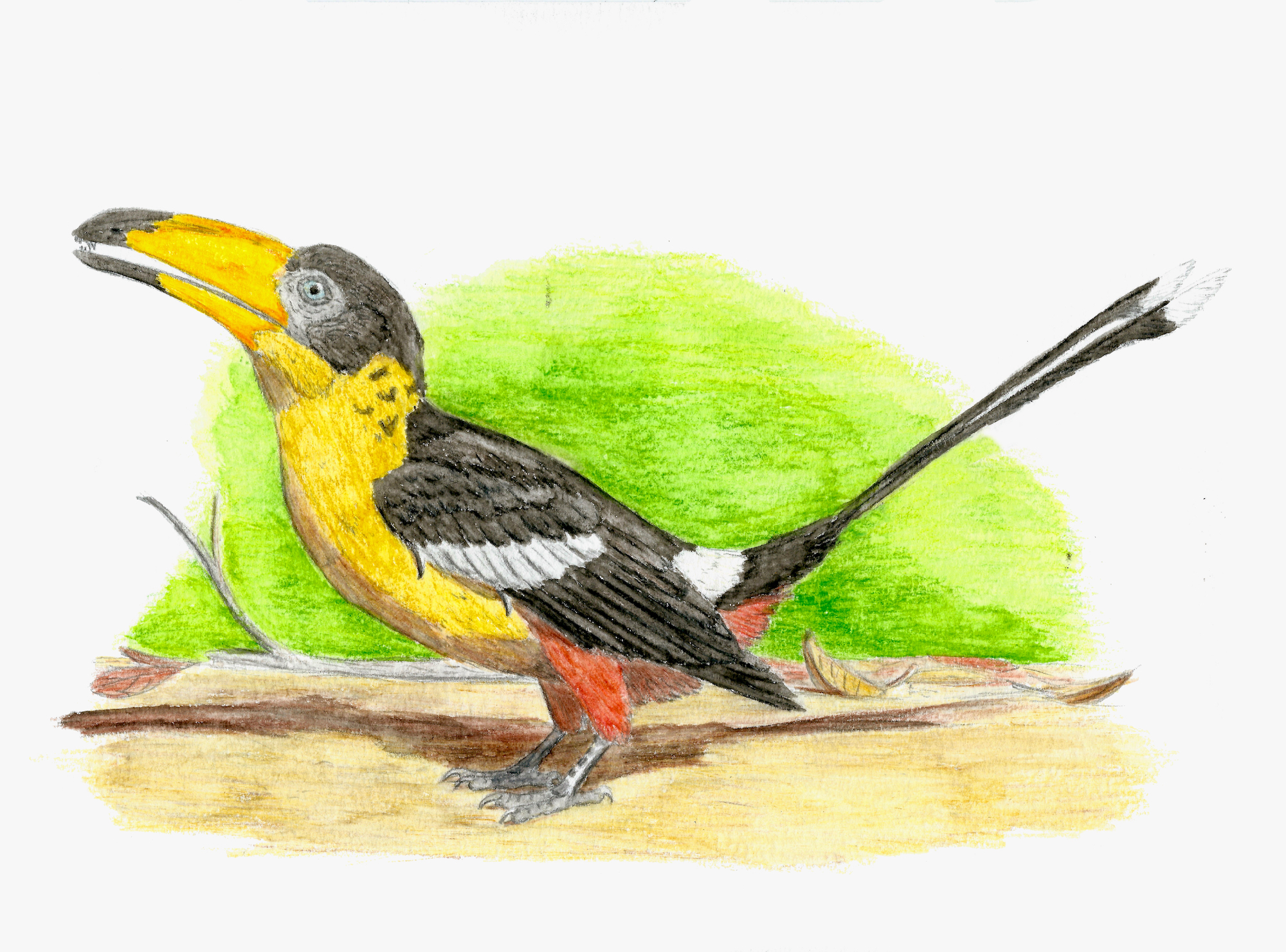
ラホナヴィスと同一である可能性が示唆されているファルカタケリ

モロッコのケムケム層から類似する胸椎NMC 50852が産出しているが、より大きな椎孔を持っているなどの差異が見られ、ラホナヴィス属には含まれないとされている。
2020年に記載された頭蓋骨のみから知られる化石鳥類ファルカタケリ（Falcatakely）はラホナヴィスの頭部である可能性があるが、発見されている部位が重複していないため仮説の域を出ない。
ホロタイプ標本に関連して歯骨が発見されているが、ほとんど記載されていない。

## 形態および生態

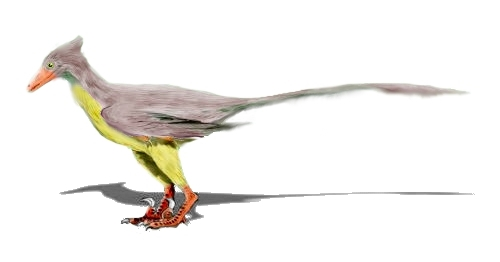
復元図

人の手との大きさの比較

全長60-70cm、体高20cm、体重300gと推定される。
第2中足骨の遠位関節面が蝶番状である点や関節突起によって尾椎同士が強く間接している点はミクロラプトルに、腸骨と坐骨の形態は始祖鳥に類似する。後肢の第一指は反対側を向く。第二指は強大で、シックルクローを持つ。

### 飛行
現生鳥類ほど達者ではなかったが飛行することが可能であったと考えられている。
Habibらは2016年の研究でラホナヴィスの持つ小柄な体格、脚の筋肉量、翼面積、また、前足の骨に膨らみがあったことから地上から飛び立つことが可能であったことを発見した。

### 食性
食性は肉食と推定され、ティタノサウルス類の腹部から発見されたことから、屍肉を食べていた可能性がある。

## 分類
2000年代初頭、ラホナヴィスは鳥群よりドロマエオサウルス類に近縁であり、ウネンラギアと密接な関わりがあるとする説が生まれた。
2005年、Makovickyらはウネンラギアとブイトレラプトルと密接に関連していることを発見した。
2006年にはNorellらがウネンラギア属の姉妹群としてウネンラギア亜科の中に配置されると報告し。2007年のTurnerらの論文においてもウネンラギアに近縁なドロマエオサウルス科に配置された。
ラホナヴィスがウネンラギアに近縁であるとする説は、2009年以降の複数の研究によって異議が唱えられている。
AgnolínとNovasの行った大規模な解析ではドロマエオサウルス科より鳥群に近いことが判明し、2018年のCauによる系統解析ではジェホロルニスやジクシアゴルニスの近縁種である可能性が高いとする結果が得られている。
一部の研究者は、ラホナヴィスはドロマエオサウルス類の骨格と鳥群の前肢からなるキメラであると考えているが、前肢とその他の骨格は関節していることから多くの研究者はこの意見について否定的である。ルイス・キアッペはキメラであるとする主張に対して、翼と肩の構造が実際よりも派生的特徴を示しているという誤解に基づくものだとしている。